# Поттенбрунн
Поттенбрунн (нем. Pottenbrunn) — посёлок (нем. Gemeinde) в Австрии, в федеральной земле Нижняя Австрия.
Входит в состав округа Санкт-Пёльтен. Население 2245 чел. Занимает площадь 17,94 км². Официальный код — 3 02 01.